# Estadi Banadir
L'Estadi Engineer Yariisow, prèviament conegut com a Estadi Garoonka Banaadir, o simplement Estadi Banadir, és un estadi multiusos situat a la ciutat de Mogadiscio, capital de Somàlia.

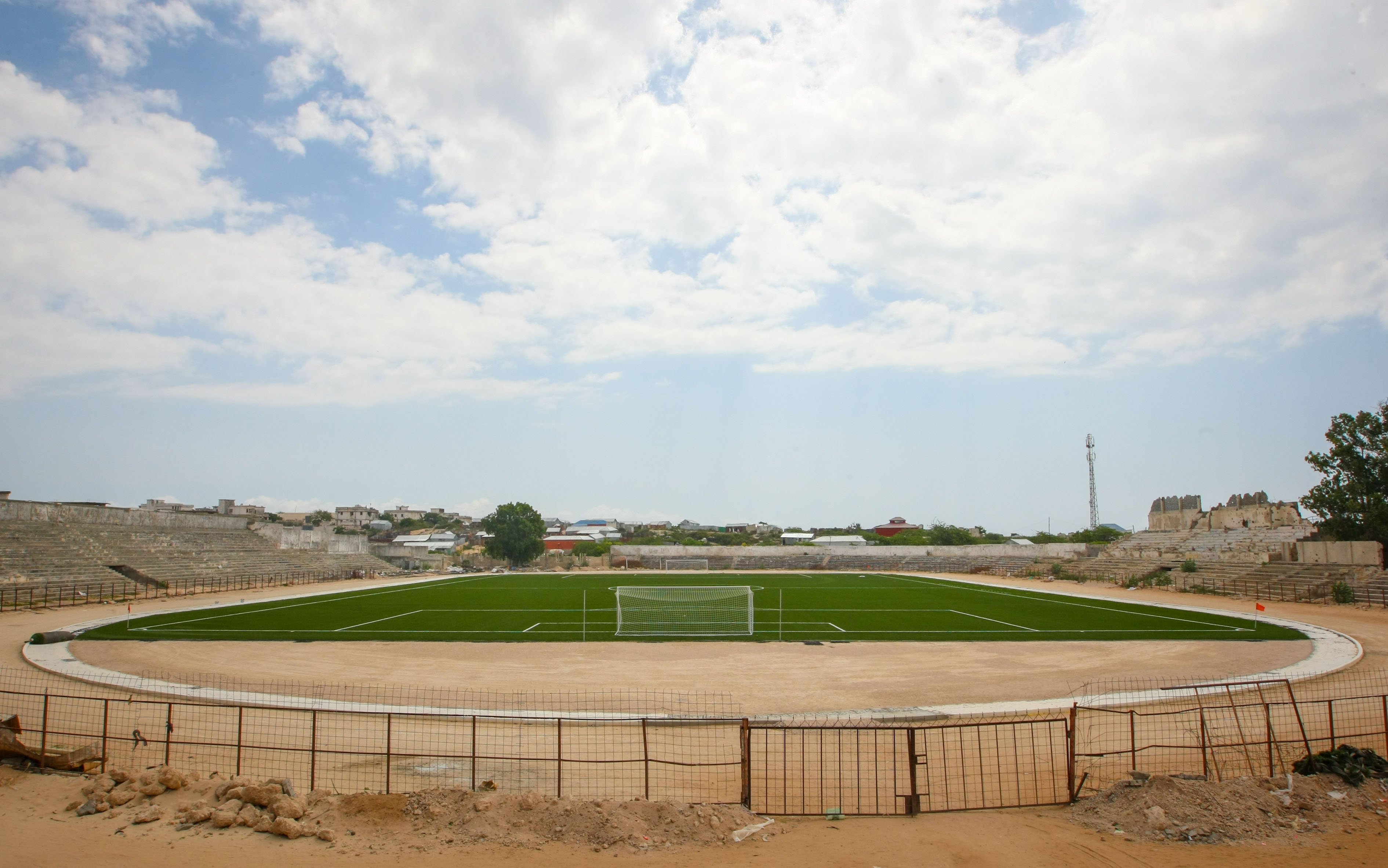
L'estadi el 2012.

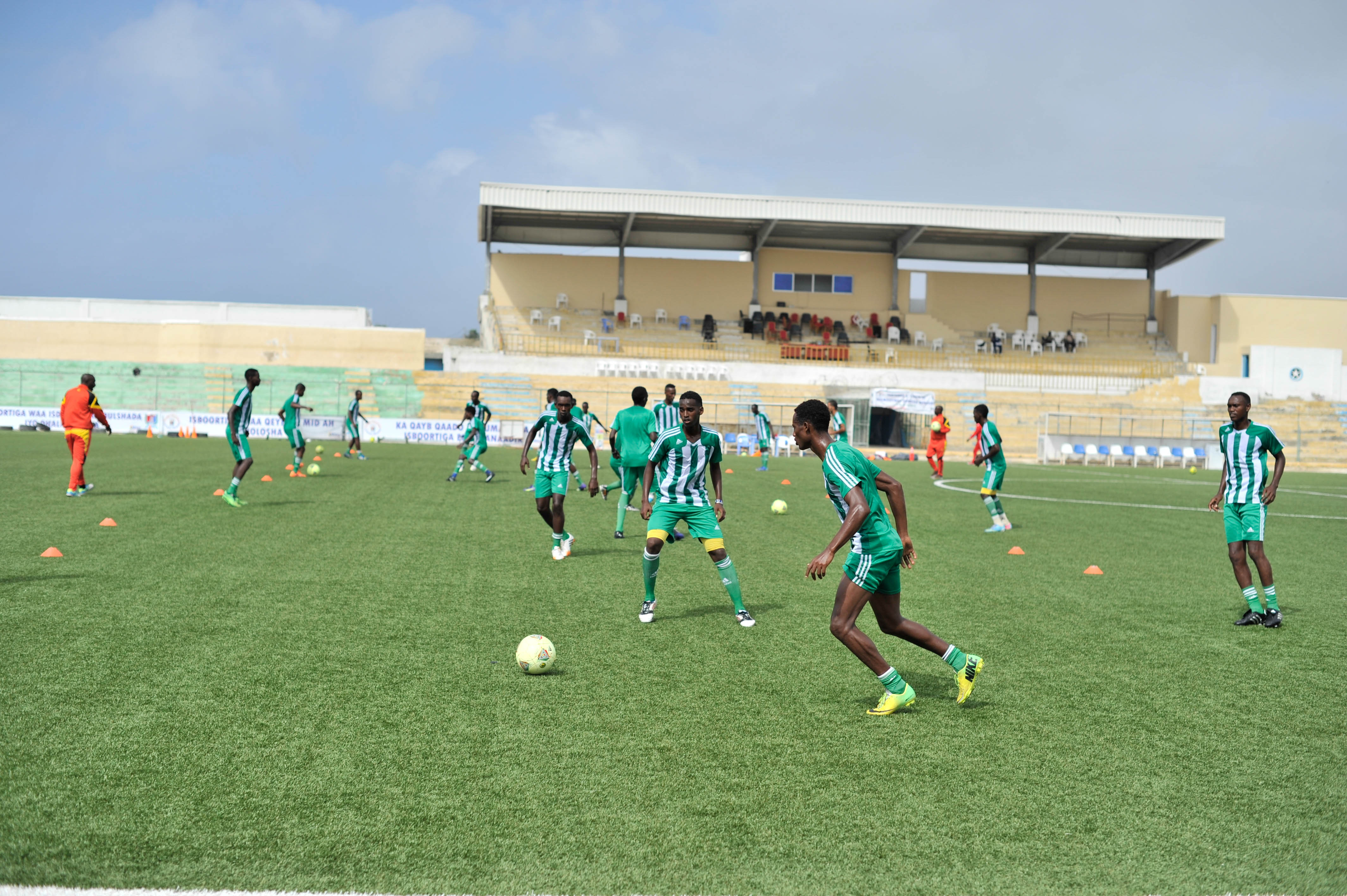
Entrenament a l'estadi.

Fins als anys setanta fou anomenat Estadi Coni, doncs fou construït pel comitè olímpic italià (CONI). Originàriament, en aquesta àrea hi havia el petit Stadio Municipale di Mogadiscio construït a finals dels anys trenta. L'actual estadi fou inaugurat l'octubre de 1956.
Té una capacitat de 15.000 espectadors. Majoritàriament és utilitzat per la pràctica del futbol, essent la seu dels clubs:
- Jeenyo United FC (Lavori Pubblici)
- Savaana FC
- Somali Police FC (Heegan)
- Gaadiidka FC
- Dekedda FC